# PCC-spårvagn

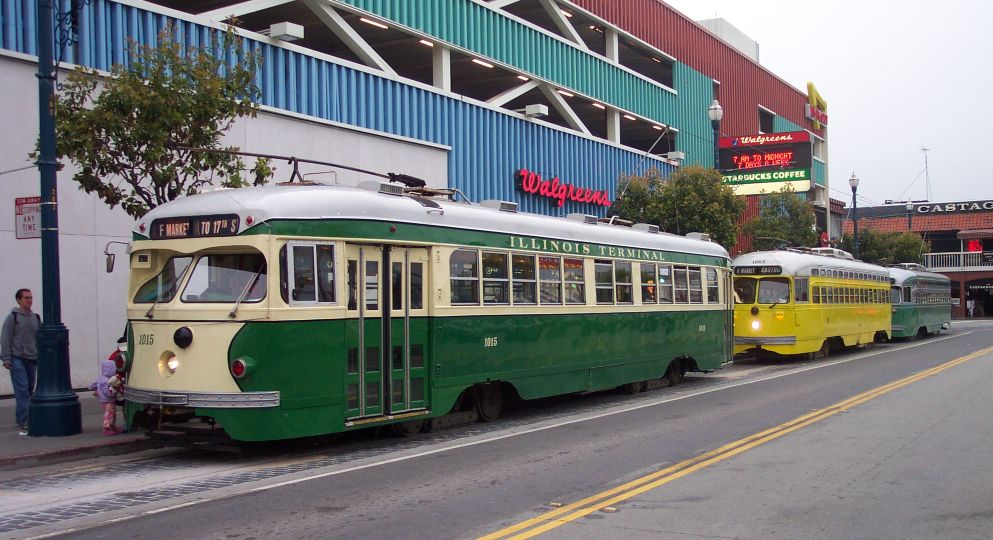
Tre PCC-spårvagnar på F Street Line i San Francisco 2003

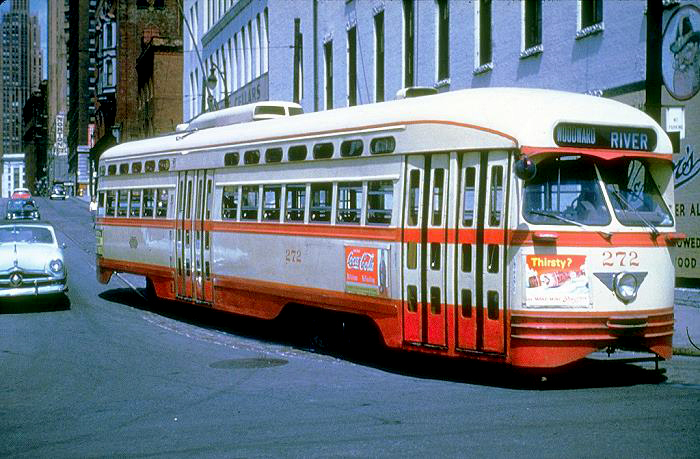
PCC-spårvagn i Detroit i USA 1953

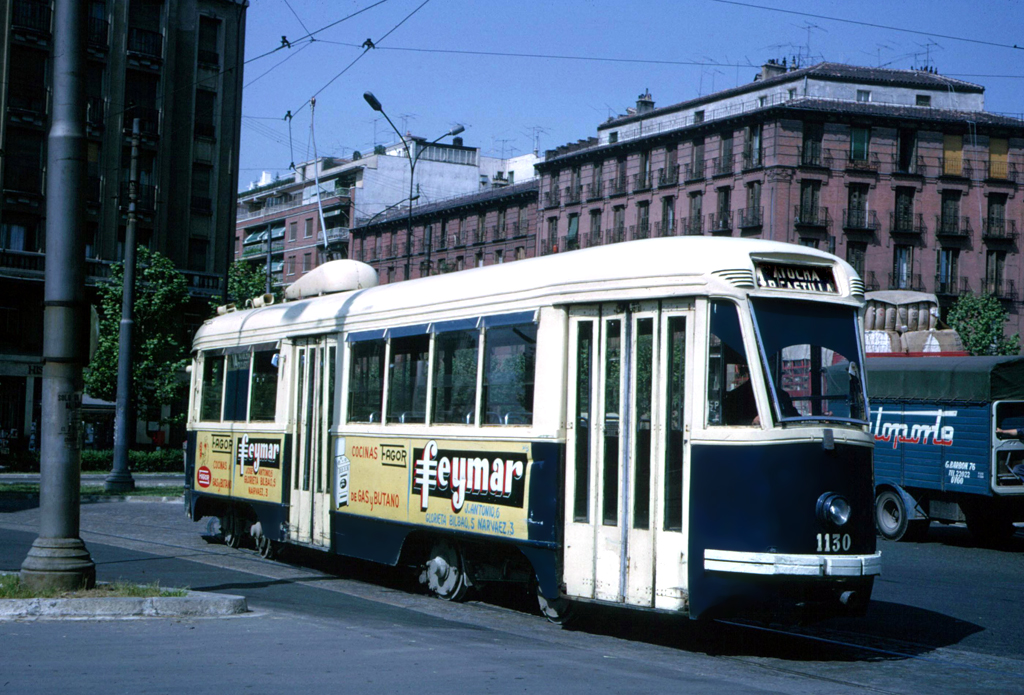
En av Material Móvil y Construcciones byggd Fiat-PCC i Madrid, 1969

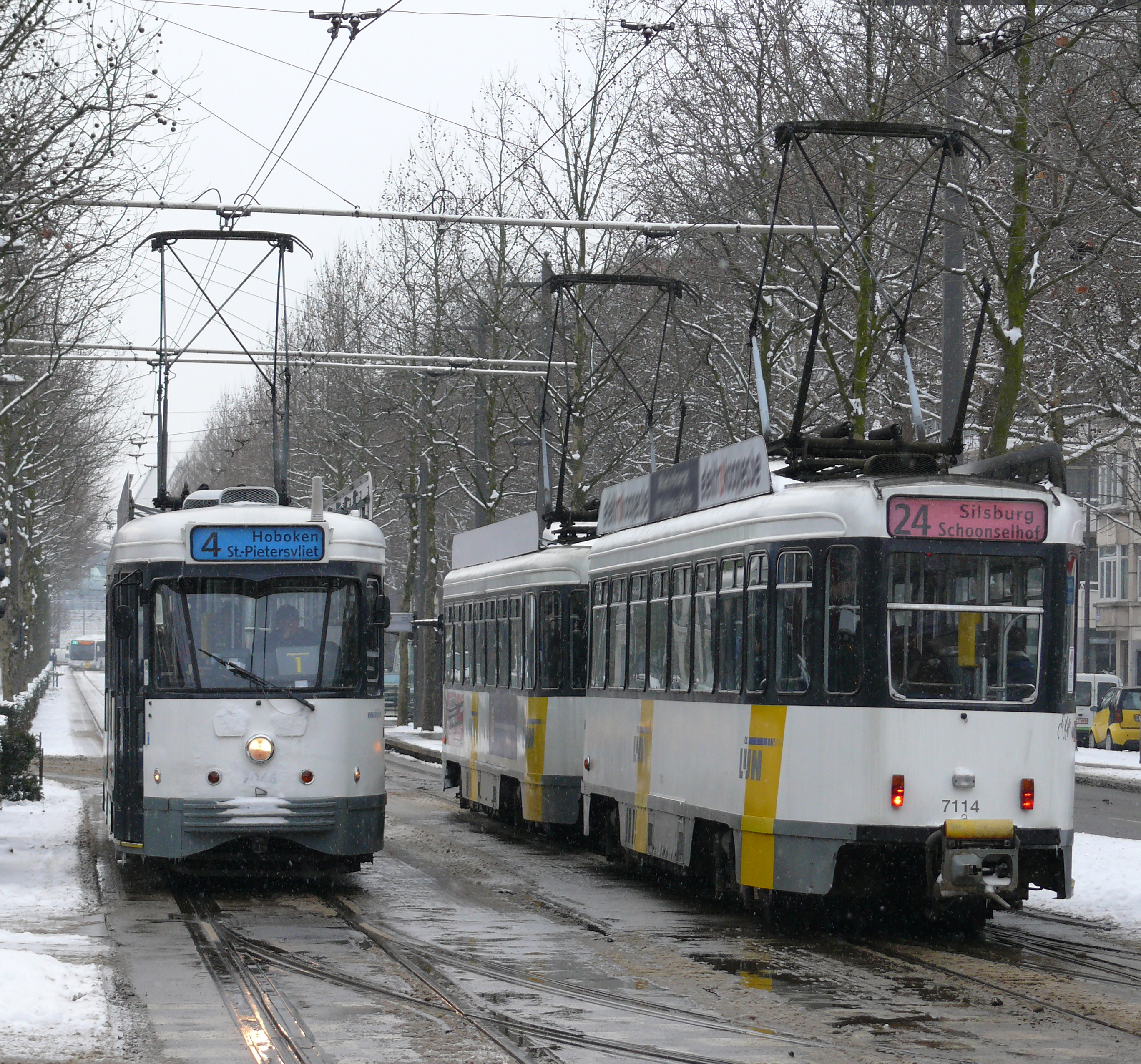
PCC-spårvagnar från La Brugeoise et Nivelles i Antwerpen i Belgien

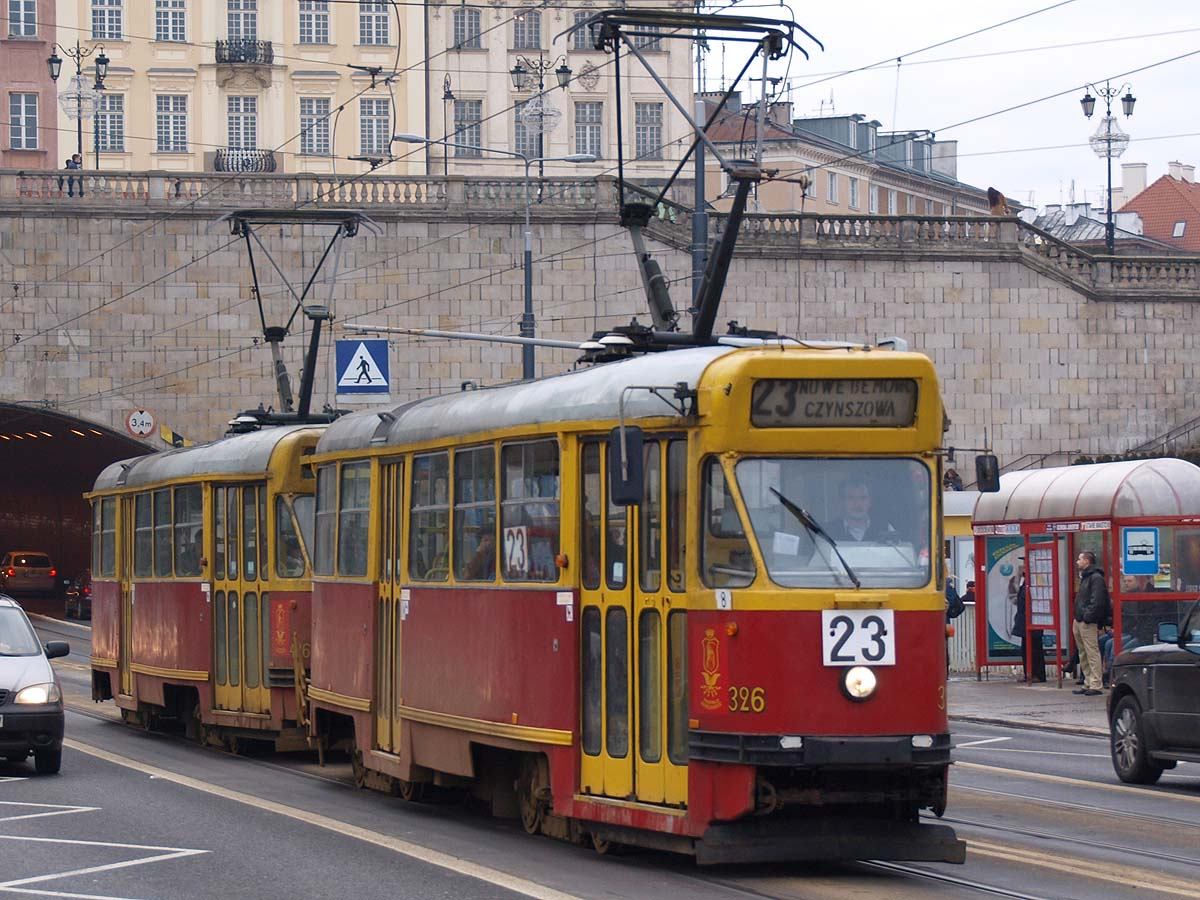
En polskbyggd Konstal 13N spårvagn av PCC-typ vid Stare Miasto i Warszawa 2011

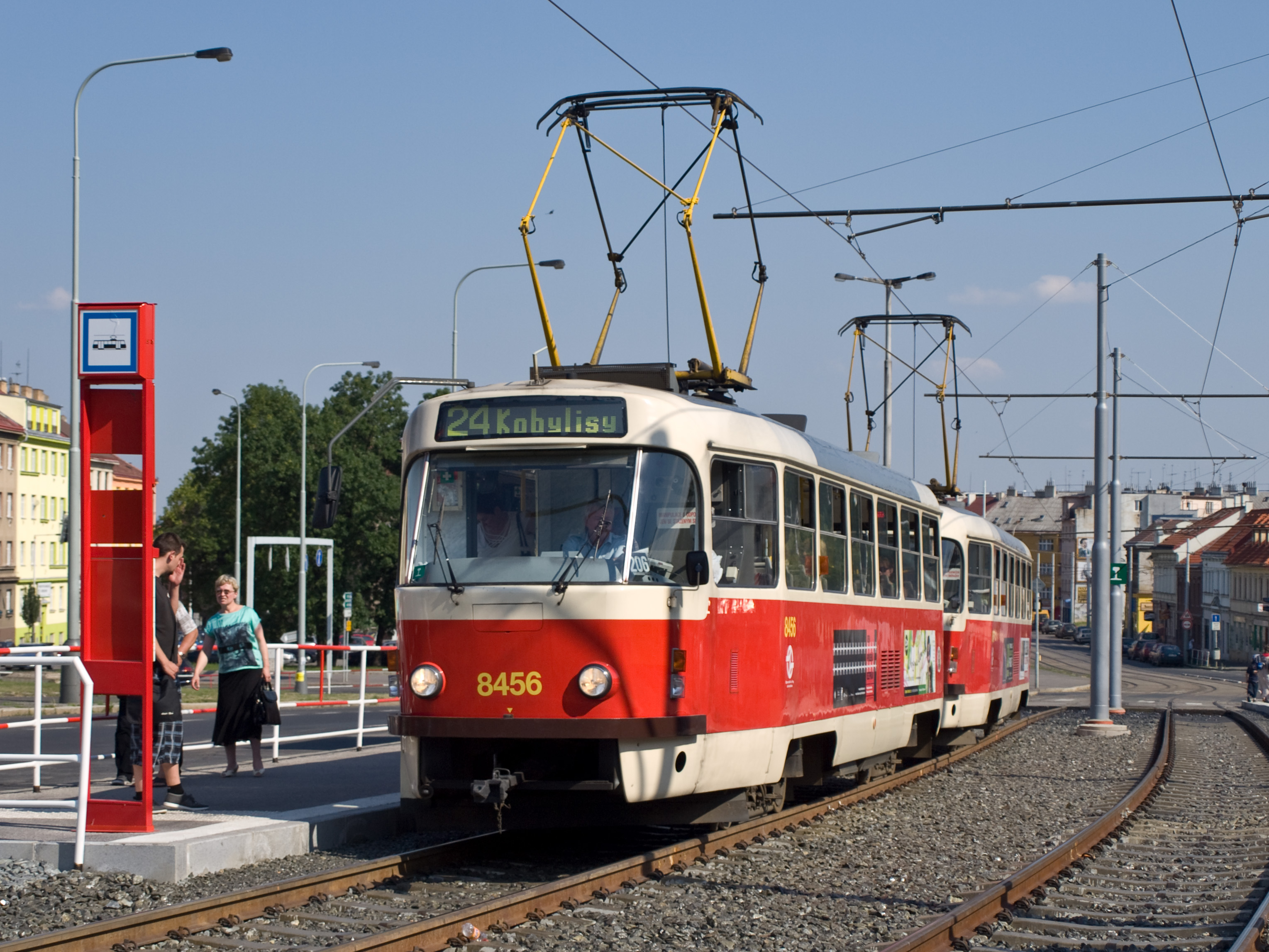
Tjeckienbyggd Tatra T3 i Prag

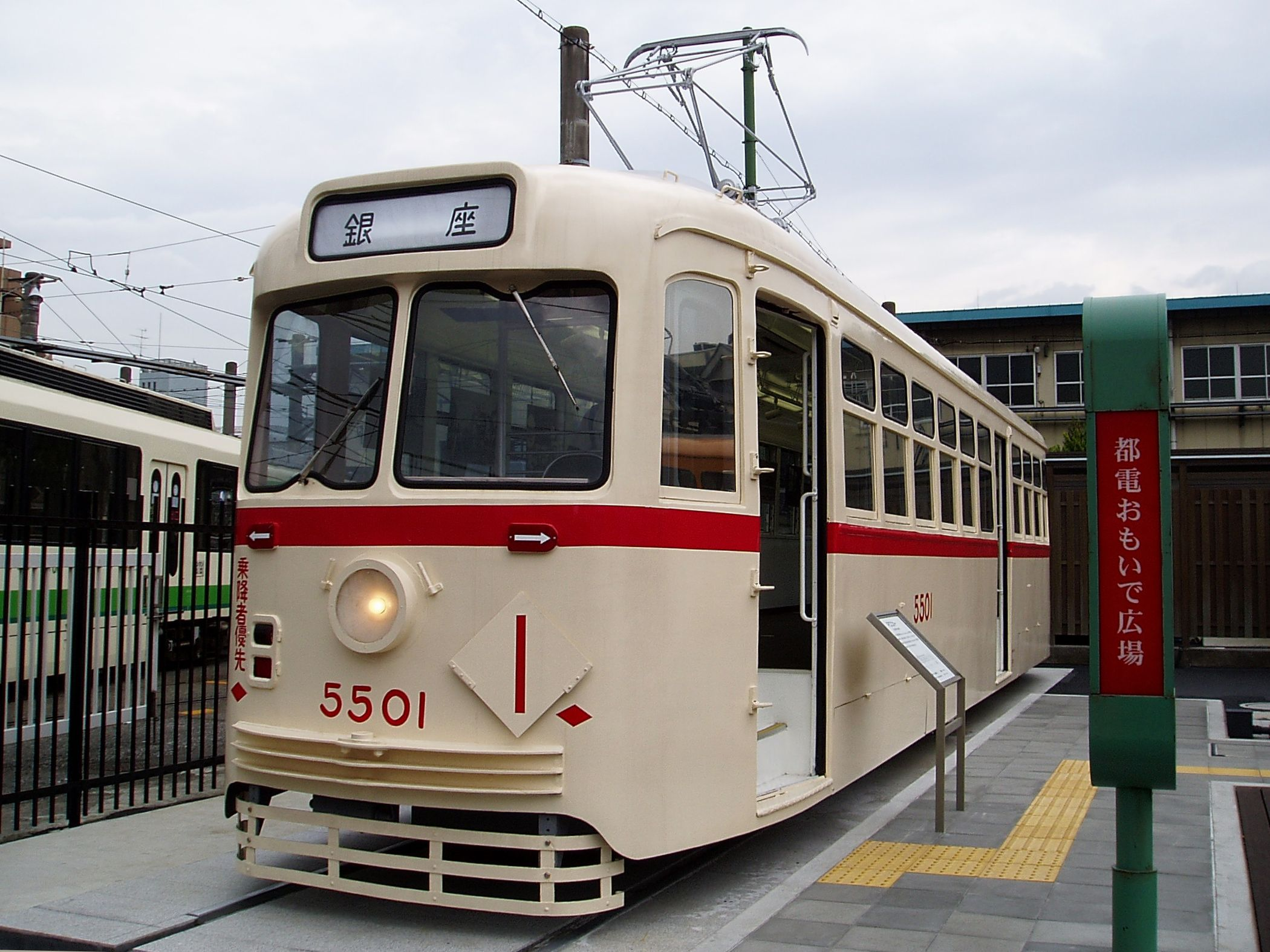
PCC-spårvagn i Tokyo i Japan

En PCC-spårvagn är en spårvagn som tillverkats enligt en uppsättning specifikationer för konstruktion av spårvagnar som utarbetades på 1930-talet i USA. PCC-standardiseringen fick snabbt genomslag i USA och användes efter andra världskriget också i andra delar av världen. 

## Standardiserad spårvagnskonstruktion
Namnet PCC för ”Presidents’ Conference Committee” kommer från den arbetsgrupp som inrättades 1929 i USA av representanter för större amerikanska spårvägsföretag och spårvagns- och komponenttillverkare. Syftet var att specificera en modern, bekväm, tyst, snabbaccelererande och lättbromsad spårvagn, som skulle manövreras av en sittande förare med fotmanövrerade reglage (pedalvagn). Kommittén lät genomföra tekniska utvecklingsarbeten och praktiska försök, vilket avslutades med publiceringen av en specifik konstruktion, med utrymme för ett fåtal variationer. Spårvagnarna skulle byggas med standardiserade komponenter, och tanken var att undvika att spårvägsbolagen skulle beställa egna, skräddarsydda spårvagnsmodeller. Resultatet av kommitténs arbete blev en uppskattad och länge allmänt använd, standardiserad spårvagnskonstruktion.
Kommitténs arbete resulterade i ett antal patent, vilka överfördes ägandemässigt till en affärsdrivande entitet med namnet Transit Research Corporation när kommittén upplöstes 1936.
J.G. Brill Company, en spårvagnstillverkare i Philadelphia, marknadsförde från 1938 den konkurrerande konstruktionen ”Brilliner”, men denna fick inget genomslag.

## Tillverkare
St. Louis Car Company och Pullman Standard hörde till de första tillverkarna. För leveranser av spårvagnar till Kanada tillverkade också  Canadian Car and Foundry i Montreal PCC-spårvagnar. I Europa tillverkade Fiat på licens tidigt spårvagnar till Madrid och La Brugeoise et Nivelles i Belgien till städer i Frankrike och Belgien som Saint-Étienne, Marseille, Gent, Haag, Bryssel, Antwerpen och Oostende. 
ČKD Tatra i Tjeckoslovakien var också en betydande tillverkare och byggde ett stort antal spårvagnar av PCC-typ. Modellen Tatra T3 exporterades till så gott som alla länder i det kommunistiska Östeuropa och blev med knappt 14.000 tillverkade exemplar en av de två mest talrika spårvagnstyperna i världen. 
Den polska tillverkaren Konstal använde också PCC-teknik, dock utan att köpa licenser. Konstal-spårvagnar rullar fortfarande i spårvägsnät i Polen. 
I Tyskland inspirerades flera varianter av Düwags ledspårvagnar och även vissa konventionella spårvagnar utan led formmässigt, framför allt i framvagnen, av amerikanska PCC-vagnar, men använde inte själva PCC-tekniken.

## Användare
I Nordamerika stängdes de flesta spårvägar som baserades på PCC-spårvagnar ned efter andra världskriget för att ersättas av bussnät. Av de spårsystem som överlevde, ersattes PCC-spårvagnar oftast av modernare spårvagnstyper från början av 1980-talet. Från slutet av 1990-talet har flera städer börjat använda veteranspårvagnar av PCC-typ på kulturellt intressanta sträckor för turiständamål, till exempel:
- F Market Line i San Francisco öppnade 1995 och trafikerar Market Street mellan The Castro och Ferry Building, och därefter Embarcadero norrut och västerut till Fisherman's Wharf.
- SEPTA i Philadelphia återupptog trafik med PCC-spårvagnar 2005 på linje 15 (Girard Avenue line).
- San Diego Trolley har sedan 2011 PCC-spårvagnar på Silver Line, som löper i en ring i stadens centrum.
- Newark City Subway använde PCC-spårvagnar till 2001, då de ersattes av nya vagnar.

I Kanada var Toronto Transit Commission (TTC) först med att använda PCC-spårvagnar 1938. Torontos spårväg hade 1954 det största antalet PCC-spårvagnar i drift i världen, inklusive många som köpts begagnade från amerikanska städer, som lagt ned sina spårvägar. TTC använde PCC-spårvagnar i reguljär trafik fram till mitten av 1990-talet och har behållit två exemplar (nr 4500 and nr 4549) för uthyrningstrafik. Toronto var med 745 spårvagnar den största användaren av PCC-spårvagnar i Nordamerika, fram till mitten av 1990-talet.

## PCC-spårvagnar i Sverige
De enda PCC-spårvagnar som gått i trafik i Sverige var två spårvagnar typ A28, som Stockholms Spårvägar beställde från ASJ i början av 1950-talet. Ett beslut från 1939 att avveckla spårvägen i Stockholm till förmån för trådbuss och tunnelbana hade i och med andra världskriget skjutits upp och delvis förfallit, varför Stockholms Spårvägar ville prova en helt modern spårvagnsmodell av PCC-typ. De två spårvagnarna levererade 1952 och provades på linjerna 2 och 5. Någon serietillverkning blev inte aktuell, då utvecklingen gick mot tunnelbana på förortslinjerna och ökat intresse för bussar med förbränningsmotor i innerstadstrafiken. Ett nytt nedläggningsbeslut beträffande innerstadsspårvagnarna kom också 1957.
Från 1955 användes de två PCC-spårvagnarna på den särskilda sightseeinglinjen 700 och med speciell målning. Denna kördes sommartid. En av spårvagnarna köptes av Svenska Spårvägssällskapet och finns bevarad på Museispårvägen Malmköping.
Vagntypen M25 som levererades till Göteborgs spårvägar med början år 1958 bär tydliga influenser från PCC-konceptet, men varken Hägglunds som byggde vagnarna eller Göteborgs spårvägar, som beställde dem, skaffade någonsin någon licens från PCC-konsortiet. Låt vara att man i Göteborg valde en annan och modernare lösning för styr- och reglersystemet än vad PCC-vagnarna ursprungligen erbjöd.